# Очеретяне (заповідне урочище)
Очеретя́не — болотне заповідне урочище в Україні. Розташоване в межах Березнівського району Рівненської області, на території Марининської сільської ради. 
Площа 1,3 га. Створений рішенням Рівненської облради №322 від 05.03.2004 року з метою збереження та охорони цікавого для науки непорушного болота різних стадій розвитку. Землекористувач — Більчаківське лісництво ДП «Соснівський лісгосп» (квартал 15, виділ 26). 
Своєрідні болотні екосистеми цього урочища дають притулок багатьом представникам тваринного світу, які мешкають у цьому регіоні.